# Brian Jones
Brian Jones (Cheltenham, Gloucestershire, 28 de febrer de 1942 - Hartford, Sussex, 3 de juliol de 1969) fou un músic anglès de rock. El seu nom original és Lewis Brian Hopkin-Jones. Des de nen demostrà les seves capacitats instrumentals, i ja als nou anys tocava el banjo d'oïda i aprengué a tocar la guitarra. El 1959 tocà el saxo alt en un grup local, The Ramrods, i l'any següent viatjà per Europa, tocant l'harmònica als cafès i les places. A Londres va fer amistat amb Mick Jagger i Keith Richards, amb els quals compartí un pis a Chelsea. Ells tres, junt amb Dick Taylor, Ian Stewart i Charlie Watts formaren un grup de blues que, després d'alguns canvis, es convertí el 1962 en The Rolling Stones. Dins dels Stones, sobretot als inicis, va tenir una gran influència a l'hora de triar temes tradicionals i també en els arranjaments, ja que era el membre del grup amb més coneixements musicals, per bé que mai compongué cap peça. Tocava la guitarra - dominava la tècnica del "bottleneck", típica dels guitarristes de blues -, l'harmònica, el sítar, el dulcimer, la marimba i diverses percussions. S'anà distanciant dels Stones fins al punt de tocar cada vegada menys en els discs, a causa de la seva addicció a les drogues i també per no estar d'acord amb les composicions de Jagger i Richards. El 1967, després d'un viatge a Tunísia, enregistrà un disc amb percussions africanes. Quan la seva xicota, Anita Pallenberg, el deixà per Keith Richards, agafà una depressió i pel desembre de 1968 va fer la seva darrera actuació amb el grup. Pel juny de 1969 Jagger i Richards pràcticament l'expulsaren dels Stones i un mes després apareixia ofegat a la piscina de casa seva.